# Святой Понций
Понций из Прадлевеса (погиб ок. 303 года) — святой воин из Фивейского легиона, мученик. Дни памяти — 14 мая и 23 июня.
Святой Понтий был родом из Верхнего Египта. Согласно преданию, он был воином римской армии и состоял в Фиванского легиона. Приняв христианство, он проповедовал вместе со святым мучеником Констанцием в междуречье рек Грана-Меллеа и Майра, за что был убит. Некоторые христианские конфессии почитают его как святого и мученика. Особо почитаем в окрестностях Прадлевеса, где он почитается как покровитель города. В местном храме почивают его святые мощи.